# Petting (Baviera)
Petting é um município da Alemanha, situado no distrito de Traunstein, no estado da Baviera. Tem 29,93 km² de área, e sua população em 2019 foi estimada em 2.323 habitantes.